# Đông Hoản
Đông Quản (giản thể: 东莞; phồn thể: 東莞; bính âm: Dōngguǎn) là một thành phố trực thuộc tỉnh (địa cấp thị) ở miền trung tỉnh Quảng Đông Cộng hòa Nhân dân Trung Hoa. Cũng có sách dịch là Đông Hoản. Đây là một thành phố công nghiệp quan trọng tọa lạc tại Đồng bằng châu thổ Châu Giang. Đông Quản giáp Quảng Châu về phía tây bắc, Huệ Châu về phía đông bắc, Thâm Quyến về phía nam, và Phật Sơn về phía tây. Thành phố này có khu mua sắm lớn nhất thế giới là Trung tâm mua sắm Hoa Nam.

## Hành chính
Đông Quản cùng với Trung Sơn, Đam Châu và Gia Dục Quan là 4 thành phố cấp địa khu ở Trung Quốc không thiết lập đơn vị hành chính cấp huyện ở dưới mà chỉ thiết lập các đơn vị hành chính cấp hương ở bên trong. Đông Quản có 32 đơn vị hành chính cấp hương gồm 4 nhai đạo và 28 trấn. Ngoài ra nó còn có 3 đơn vị ngang cấp hương khác.
- Nhai đạo: Đông Thành (东城街道), Nam Thành (南城街道), Vạn Giang (万江街道), Hoản Thành (莞城街道)
- Trấn: Thạch Kiệt (石碣镇), Thạch Long (石龙镇), Trà Sơn (茶山镇), Thạch Bài (石排镇), Xí Thạch (企石镇), Hoành Lịch (横沥镇), Kiều Đầu (桥头镇), Tạ Cương (谢岗镇), Đông Khanh (东坑镇), Thường Bình (常平镇), Liêu Bộ (寮步镇), Chương Mộc Đầu (樟木头镇), Đại Lãng (大朗镇), Hoàng Giang (黄江镇), Thanh Khê (清溪镇), Đường Hạ (塘厦镇), Phượng Cương (凤岗镇), Đại Lĩnh Sơn (大岭山镇), Trường An (长安镇), Hổ Môn (虎门镇), Hậu Nhai (厚街镇), Sa Điền (沙田镇), Đạo Khiếu (道滘镇), Hồng Mai (洪梅镇), Ma Dũng (麻涌镇), Vọng Ngưu Đôn (望牛墩镇), Trung Đường (中堂镇), Cao Bộ (高埗镇)

Đơn vị ngang cấp hương khác
- Viên khu Tùng Sơn Hồ (松山湖园区)
- Khu cảng Đông Quản (东莞港)
- Khu sinh thái Đông Quản (东莞生态园)

## Địa lý và khí hậu

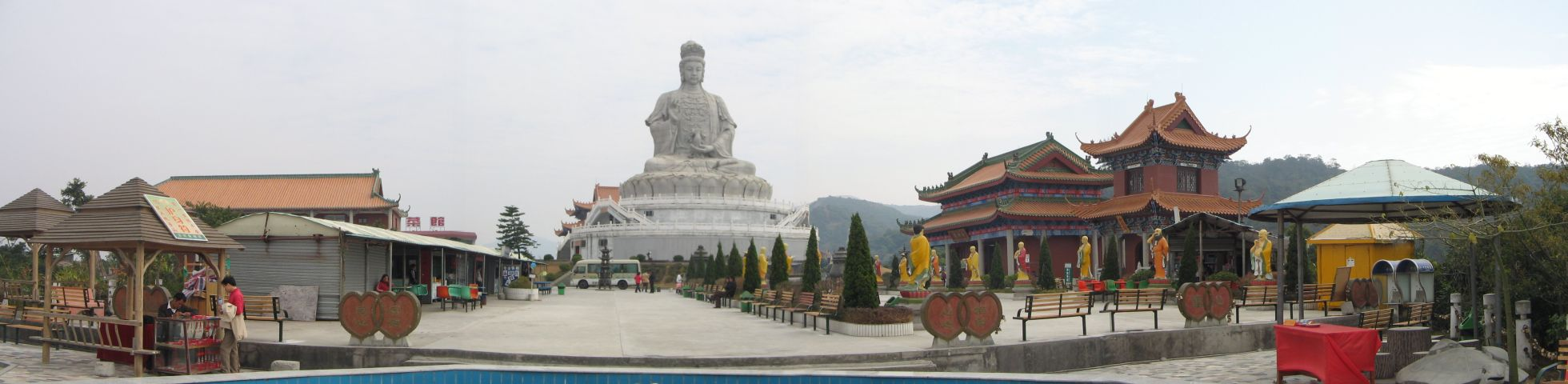
Quán Âm Sơn ở Đông Quản

Trung tâm đô thị của Đông Quản cách trung tâm đô thị của Quảng Châu 50 km về phía Bắc, cách Thâm Quyến 90 km về hướng Nam và cách Hồng Kông 47 hải lý và cách Ma Cao 48 hải lý bằng đường thủy. Đông Quản là một địa điểm mà đi từ Quảng Đông đến Hồng Kông bằng đường bộ và đường thủy phải đi băng qua, do nó nằm giữa hai thành phố này.

## Dân số
Đông Quản có khoảng 7 triệu dân dù nhiều người về mặt chính thức không phải là người dân Đông Quản. Nhiều cơ sở chế tạo ở đây đã thu hút công nhân từ các tỉnh khác đến làm việc nhưng những công nhân này không được nhập hộ khẩu.
Đông Quản là quê hương của nhiều Hoa kiều, quê hương của hơn 700.000 dân Hồng Kông, Đài Loan và Ma Cao và hơn 200.000 kiều dân sống ở nước ngoài.